# مسجد جامع آق‌دام
مسجد جامع آق‌دام (به ترکی آذربایجانی: Ağdam Cümə məscidi) اثری تاریخی- معماری می‌باشد، که در  شهرستان آغ‌دام جمهوری آذربایجان قرار دارد.

## تاریخ مسجد
این مسجد واقع در شهرستان آق‌دام از سوی معماری به اسم «کربلایی صفی خان قره باغی» در سالهای ۱۸۶۸ تا ۱۸۷۰ بنا گردیده‌است. در دورانی که این منطقه به یکی از مراکز تجاری مهم تبدیل شده بود، نمونه ای قابل توجه از معماری مذهبی مخصوص به خود قره باغ- مسجد جامع آق‌دام در شهرستان آق‌دام احداث گردید.

## سبک معماری
سالن عبادت مسجد جامع آق‌دام مربعی شکل می‌باشد، که ۴ ستون در وسطش وجود دارد. ۳ ردیف طاقچه که در سمت‌های غرب و شرق تالار مربعی شکل نصب شده‌اند، مساحت سالن را بسط داده و آن را به حالت مستطیل شکل درآورده است. طاقچهٔ محراب در وسط دیوار جنوبی تالار عبادت نصب شده‌است. روی طاقچه‌های جانبی به شکل ایوان می‌باشد که، بابت عبادت زنان مد نظر گرفته شده‌است.

## وضعیت فعلی اثر
این اثر طبق فرمان شماره ۱۳۲ کابینهٔ وزارای جمهوری آذربایجان مورخ ۲ اوت سال ۲۰۰۱ در فهرست آثار فرهنگی و تاریخی که داری اهمیت ملی هستند، به ثبت رسیده‌است.

## مدارک حقوقی که حفاظت از اثر را تضمین می‌کند
- کنوانسیون ۱۹۵۴ لاهه مبنی بر حفاظت از میراث فرهنگی در زمان جنگ
- کنوانسیون سال ۱۹۷۲ یونسکو در مورد حفاظت از میراث جهانی فرهنگی و طبیعی
- توصیه‌های سال ۱۹۷۲ به کشورهای عضو کنوانسیون عالی یونسکو دربارهٔ حفاظت از ارزش‌های فرهنگی باستانی
- قانون مصوب جمهوری آذربایجان به تاریخ ۱۰ آوریل سال ۱۹۹۸ در باکو در مورد «حفظ از آثار باستانی و فرهنگی»

## نگارخانه

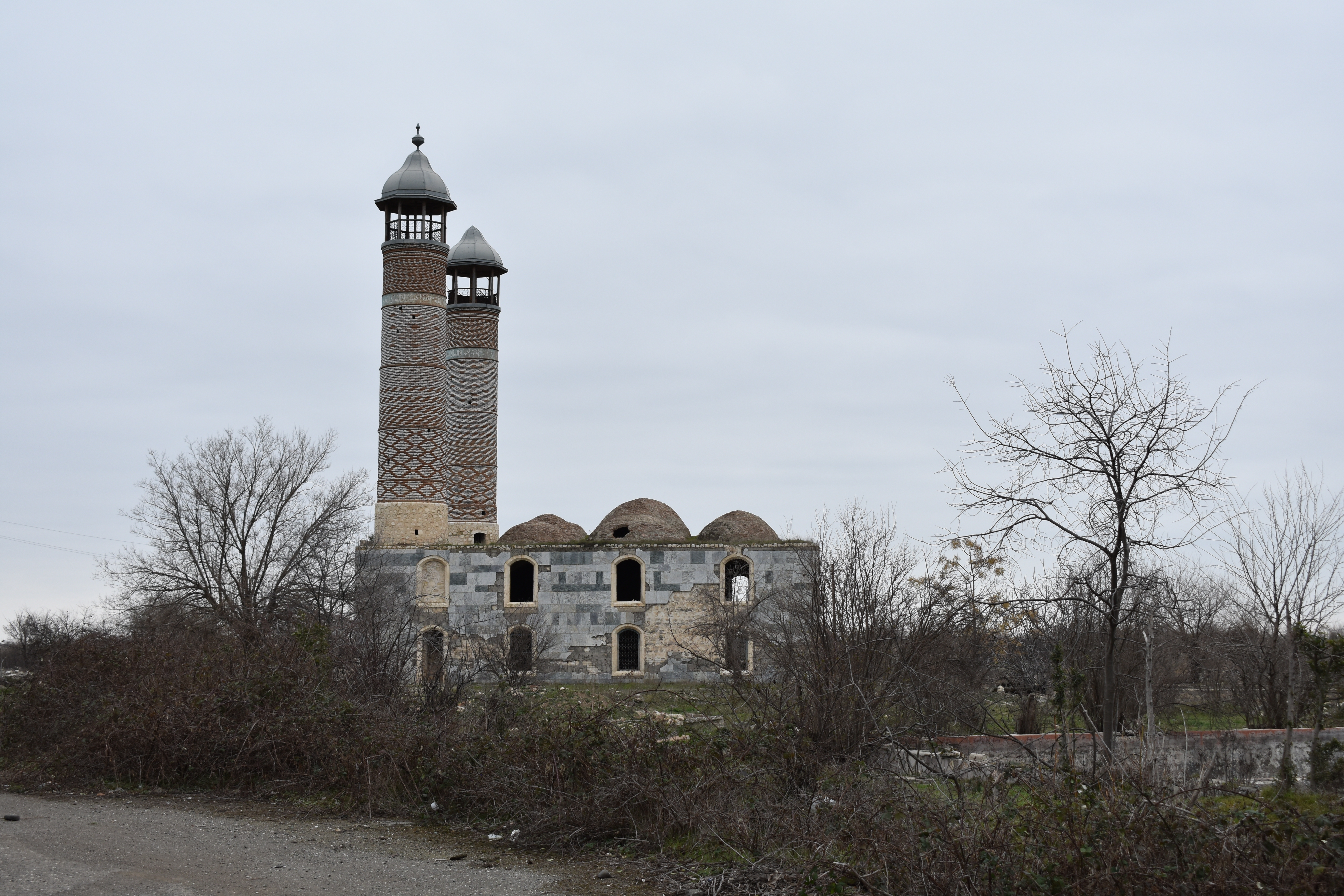
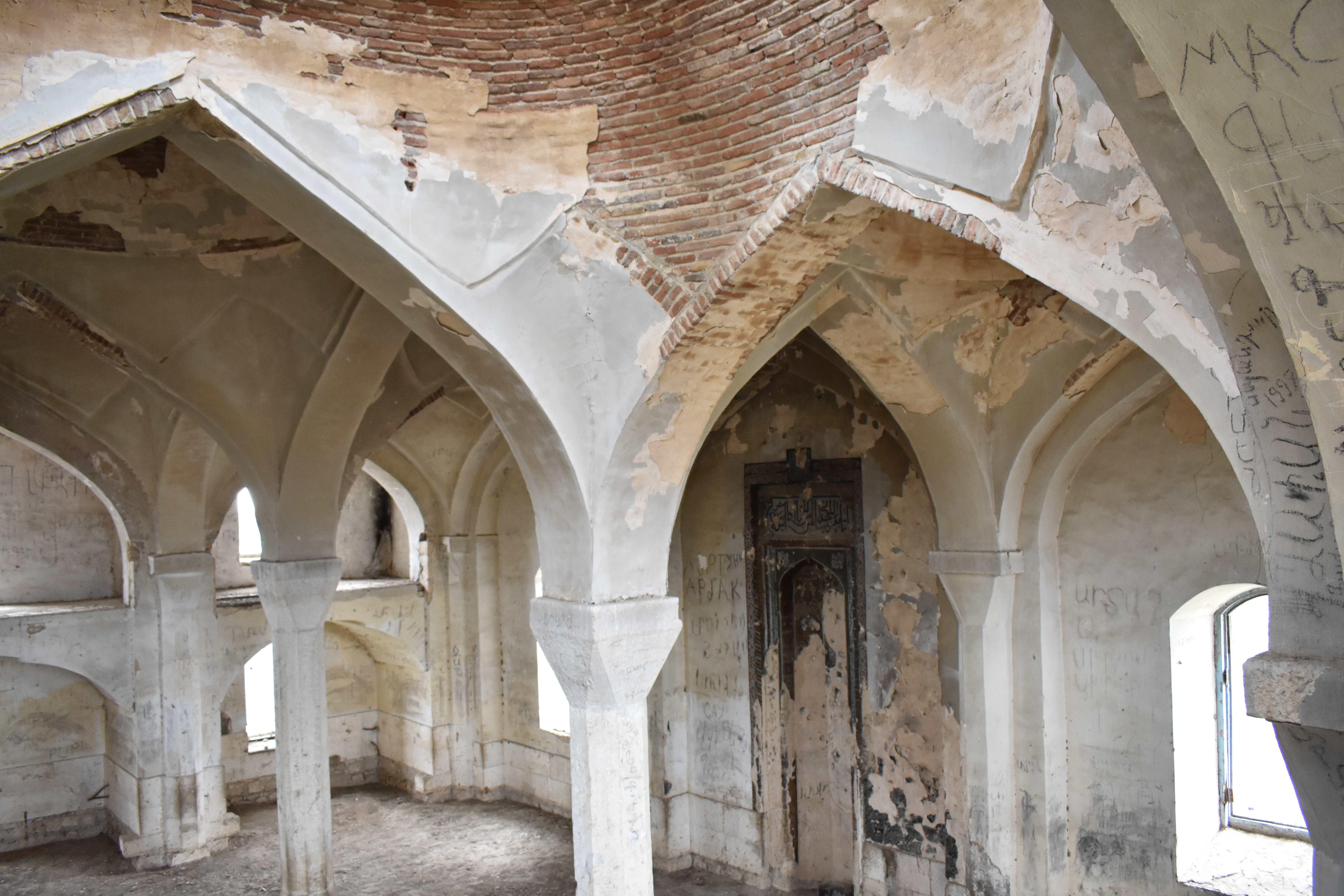
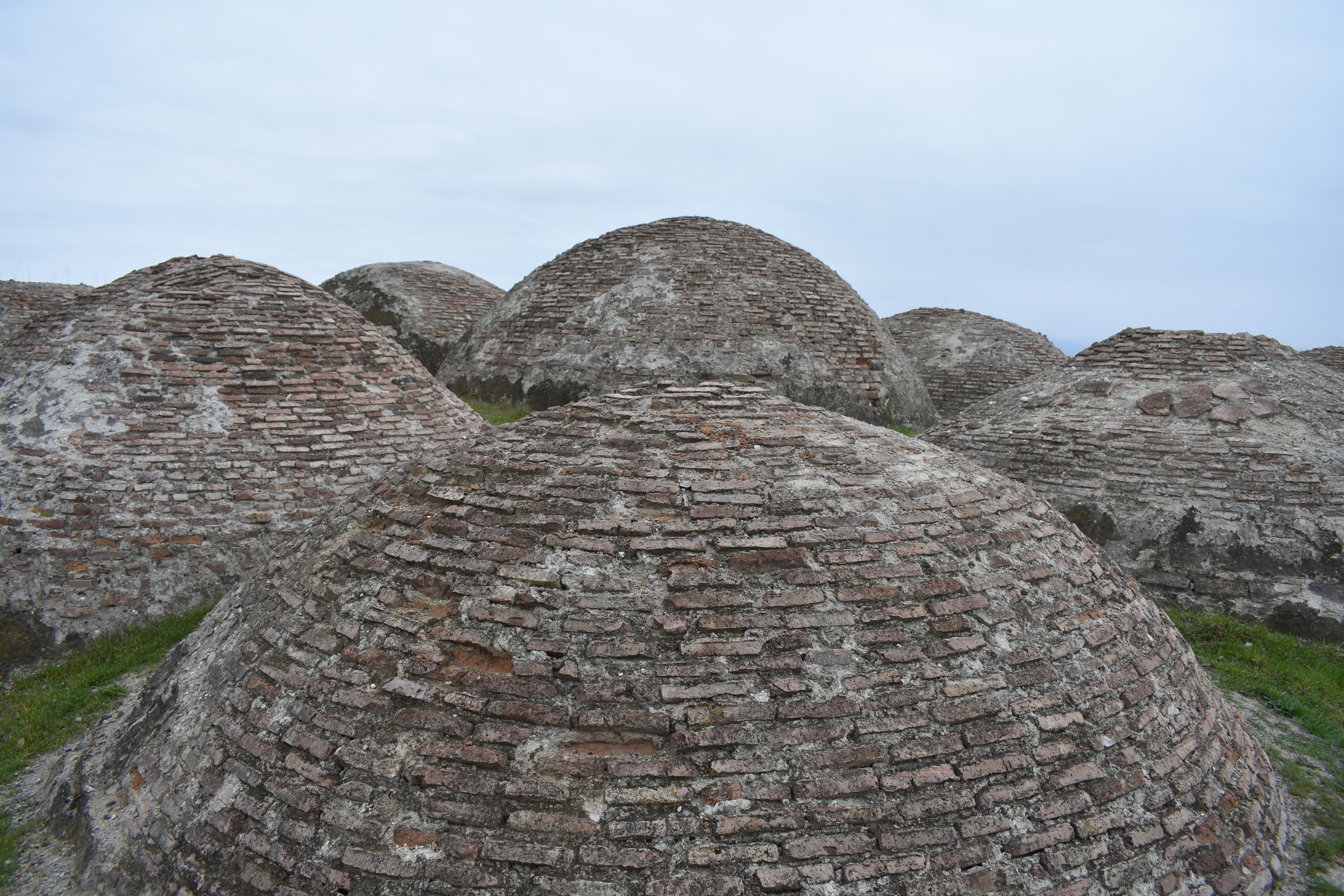
نمایی از سقف
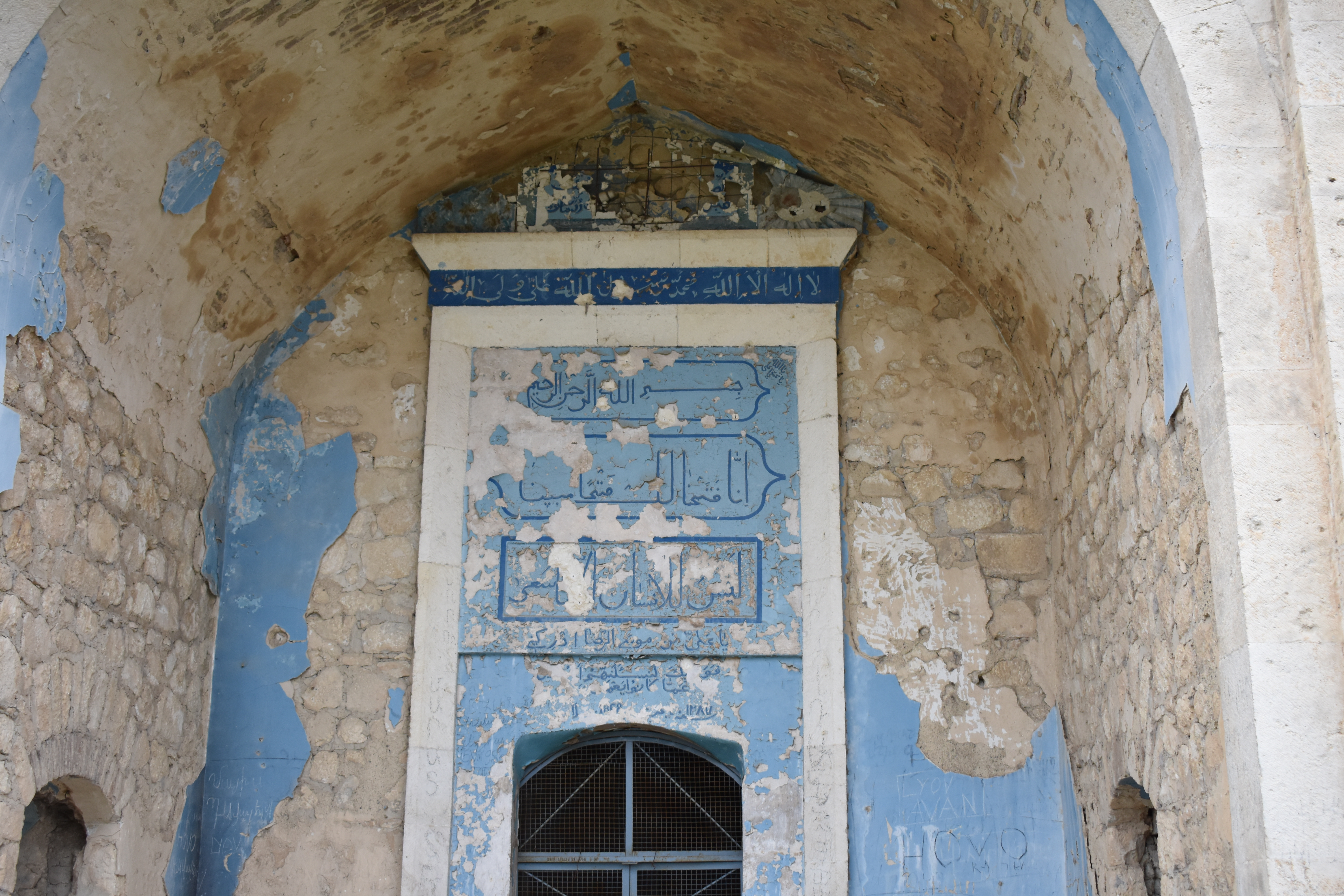
نمایی از ورودی
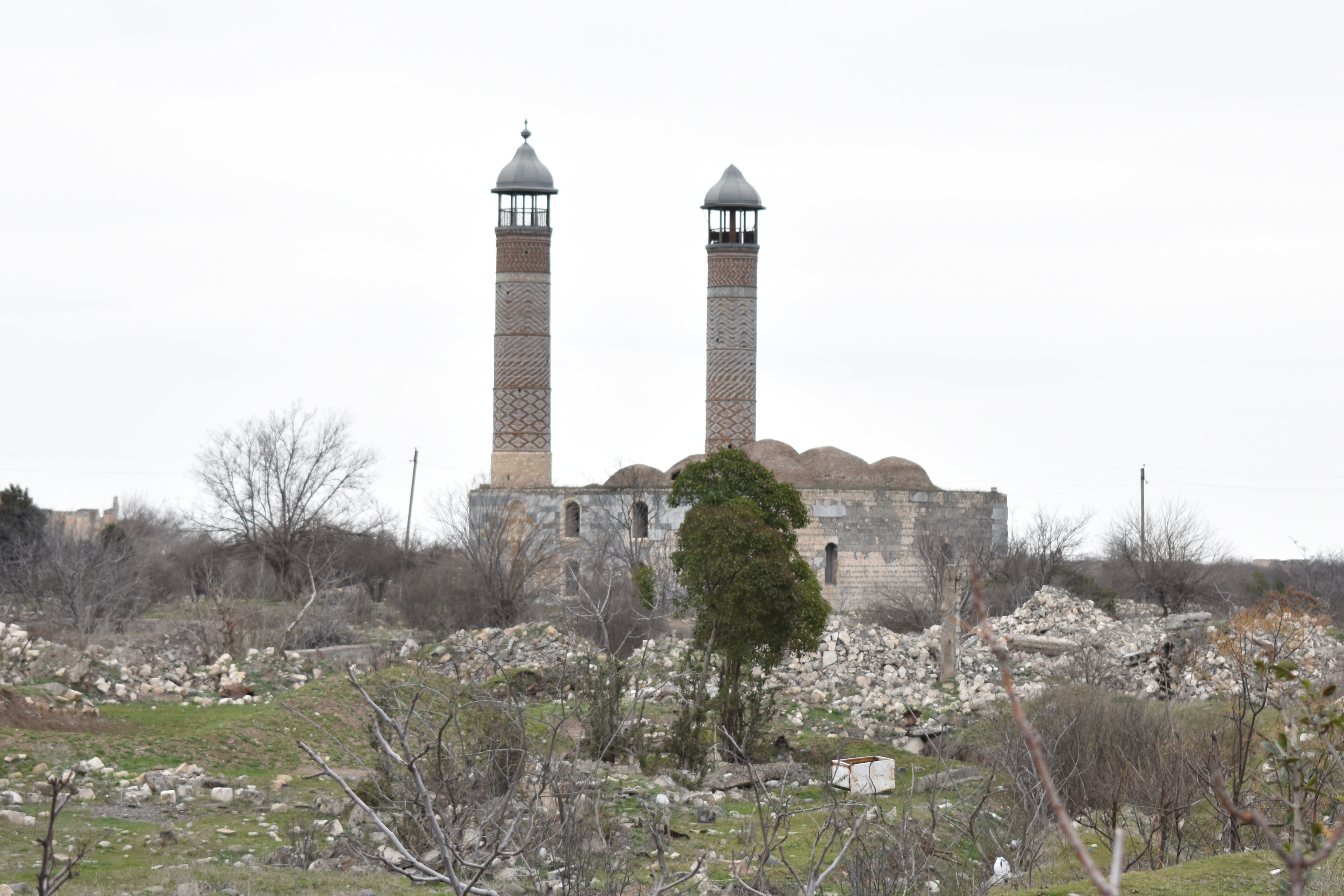